# Arsienij Diemski
Arsienij Pioetrowicz Diemski (Daszkiewicz), ros. Арсений Петрович Демский (Дашкевич) (ur. 1 kwietnia 1902 r. we wsi Popimo w guberni poleskiej, zm. 1950) – radziecki wojskowy (major), dowódca 605 Ostbatalionu "Wołga", a następnie szef 2 wydziału oddziału dowódczego sztabu Sił Zbrojnych Komitetu Wyzwolenia Narodów Rosji i jednocześnie dowódca plutonu Kompanii Ochrony Sztabu podczas II wojny światowej, emigracyjny działacz kombatancki.
W 1914 r. ukończył szkołę wiejską. W poł. lipca 1919 r. ochotniczo wstąpił do wojsk bolszewickich. Służył w 1 Czernichowskim Zapasowym Pułku Strzeleckim. Na pocz. grudnia tego roku przeniesiono go do 202 Pułku Strzeleckiego. Od końca grudnia 1919 r. do września 1920 r. znajdował się w niewoli u Białych. Od pocz. października 1920 r. służył w batalionie zapasowym w Rostowie nad Donem, zaś od poł. lutego 1922 r. w 124 Pułku Strzeleckim 14 Dywizji Strzeleckiej. Pod koniec grudnia tego roku ukończył jekaterynodarskie kursy dowódcze, zaś w poł. lutego 1923 r. groznienskie kursy dowódcze piechoty. Następnie został zastępcą dowódcy plutonu 11 Pułku Strzeleckiego 37 Dywizji Strzeleckiej. Od poł. lipca tego roku dowodził plutonem pułku. Na pocz. czerwca 1924 r. objął funkcję zastępcy dowódcy oddziału karabinów maszynowych. Na pocz. października tego roku objął dowództwo plutonu szkoleniowego szkoły pułkowej. Od poł. marca 1925 r. był kwatermistrzem 11 Pułku Strzeleckiego, zaś od pocz. października tego roku 109 Pułku Strzeleckiego. Na pocz. października 1928 r. został zastępcą dowódcy kompanii karabinów maszynowych. Od końca grudnia 1930 r. dowodził kompanią 191 Pułku Strzeleckiego 64 Dywizji Strzeleckiej. Na pocz. października 1931 r. jednocześnie objął funkcję komisarza politycznego (politruka) kompanii. Od pocz. marca 1932 r. był zastępcą dowódcy batalionu pułku. Na pocz. czerwca tego roku został komendantem szkoły pułkowej. W 1936 r. awansował do stopnia kapitana. W poł. czerwca 1938 r. ukończył wyższe kursy strzelecko-taktyczne dowódców piechoty "Wystrieł", po czym objął funkcję szefa sztabu 190 Pułku Strzeleckiego 64 Dywizji Strzeleckiej. Od poł. maja 1939 r. był zastępcą dowódcy 29 Pułku Strzeleckiego, zaś od końca października tego roku zastępcą dowódcy 785 Pułku Strzeleckiego. Pod koniec kwietnia 1940 r. awansował na majora. Pod koniec marca 1941 r. został dowódcą 773 Pułku Strzeleckiego. W lipcu tego roku dostał się do niewoli niemieckiej. Przebywał w obozie jenieckim w Białej Podlaskiej, po czym przewieziono go do obozu w Hammelburgu. Tam wstąpił do Komitetu Walki przeciw Bolszewizmowi. Na pocz. 1943 r. w stopniu majora objął dowództwo 605 Ostbatalionu "Wołga", który uczestniczył w działaniach antypartyzanckich w okręgu witebskim. W listopadzie oddział został przeniesiony w rejon Pas-de-Calais w okupowanej Francji. W grudniu 1944 r., kiedy jego batalion wszedł w skład nowo formowanej 1 Dywizji Piechoty Sił Zbrojnych KONR, mjr A. P. Diemski (Daszkiewicz) przeszedł do rezerwy oficerskiej, zaś na pocz. 1945 r. został szefem 2 wydziału dowódczego oddziału (piechota) sztabu Sił Zbrojnych KONR. Jednocześnie stanął na czele, utworzonej przy szkole propagandystów ROA w Dabendorfie pod Berlinem, komisji weryfikacyjnej, która zajmowała się przyznawaniem stopni oficerskich ROA b. oficerom Armii Czerwonej. W lutym 1945 r. pozostał w Berlinie, gdzie zbierał b. oficerów Armii Czerwonej i kierował ich do obozu Heuberg do rezerwy oficerskiej. Objął dowództwo plutonu junkierskiej kompanii ochrony sztabu Sił Zbrojnych KONR. Od kwietnia tego roku pełnił funkcję zastępcy szefa oddziału dowódczego sztabu Sił Zbrojnych KONR. Awansował do stopnia podpułkownika. 9 maja wraz z pozostałymi żołnierzami Sił Zbrojnych KONR poddał się Amerykanom. Uniknął deportacji do ZSRR. Po zakończeniu wojny działał w emigracyjnych organizacjach rosyjskich, grupujących b. "własowców".